# Dasmeusa pauperata
Dasmeusa pauperata är en insektsart som beskrevs av Fabricius 1803. Dasmeusa pauperata ingår i släktet Dasmeusa och familjen dvärgstritar. Inga underarter finns listade i Catalogue of Life.